# Maniwa
Maniwa (japanska: 真庭市 ?, Maniwa-shi) är en stad i Okayama prefektur i Japan. Staden skapades 2005 genom en sammanslagning av kommunerna Hokubō, Katsuyama, Ochiai, Yubara, Kuse, Mikamo, Kawakami, Yatsuka och Chūka. 